# Künstlerviertel
Künstlerviertel ist der Name oder die Bezeichnung mehrerer Stadtviertel in verschiedenen Städten:

## Deutschland und Österreich
- Schwabing in München
- Martin-Luther-Viertel in Hamm
- Künstlerviertel (Landsberg am Lech) in Landsberg am Lech
- Künstlerviertel (Wiesbaden) in Wiesbaden
- Künstlerviertel Zittau in Zittau
- ehemalige Neue Welt in Wien
- Grundsteingasse im Wiener Ottakring

## Europa und Levante
- Gràcia, Künstlerviertel von Barcelona
- Montmartre, Künstlerviertel von Paris
- ehemals Quartier de l’Europe in Paris
- das Hradschin-Viertel in Prag
- Užupis, Stadtteil von Wilna
- Andreassteig Künstlerviertel in Kiew
- Arbat in Moskau
- Künstlerviertel Eshet Lot in Arad (Israel)

## Asien und Ozeanien
- Kichijōji in Tokio
- Prahran in Melbourne

## Nord- und Südamerika
- Greenwich Village, Künstlerviertel von Manhattan in New York
- Alta Córdoba in Córdoba (Argentinien)
- La Boca in Buenos Aires
- Santa Teresa in Rio de Janeiro